# Teodoro Elizondo
General Teodoro Elizondo González fue un militar mexicano que participó en la Revolución Mexicana.

## Biografía
Nació en la villa de Higueras, Nuevo León el 8 de noviembre de 1862, siendo hijo de José María Elizondo y de Juana González. Desde 1891 radicó en Sierra Mojada, Coahuila, donde estableció un negocio de abarrotes. Antirreeleccionista y amigo de la familia Carranza, participó en las campañas políticas de 1908 a 1911. El gobernador Venustiano Carranza lo nombró jefe de armas de Sierra Mojada. Durante dos años defedió esa zona de los ataques orozquistas.
Al proclamarse el Plan de Guadalupe, organizó una partida con gente que reclutó en Sierra Mojada y con familiares y amigos de su natal Higueras. Se incorporó en 1913 a las fuerzas de Jesús Carranza Garza e hizo campaña en el noroeste  del país con el grado de teniente coronel. Asistió a la toma de Ciudad Victoria, Tamaulipas, en noviembre de 1913; a la de Monterrey en abril de 1914 y a la de Tampico el mes siguiente.
A la caída del huertismo fue nombrado comandante militar de Querétaro. Marciano González Villarreal lo representó en la Convención de Aguascalientes, y aunque esta asamblea lo designó gobernador de la entidad queretana el 25 de noviembre de 1914, optó por permanecer fiel al constitucionalismo. Combatió al villismo en el centro del país en 1915.
Obtuvo el grado de general de brigada con antigüedad del 15 de marzo de 1918. Murió en la Ciudad de México el 26 de abril de 1936. Fue sepultado en el Panteón Español.